# Zentral- und Ansprechstelle Cybercrime Nordrhein-Westfalen

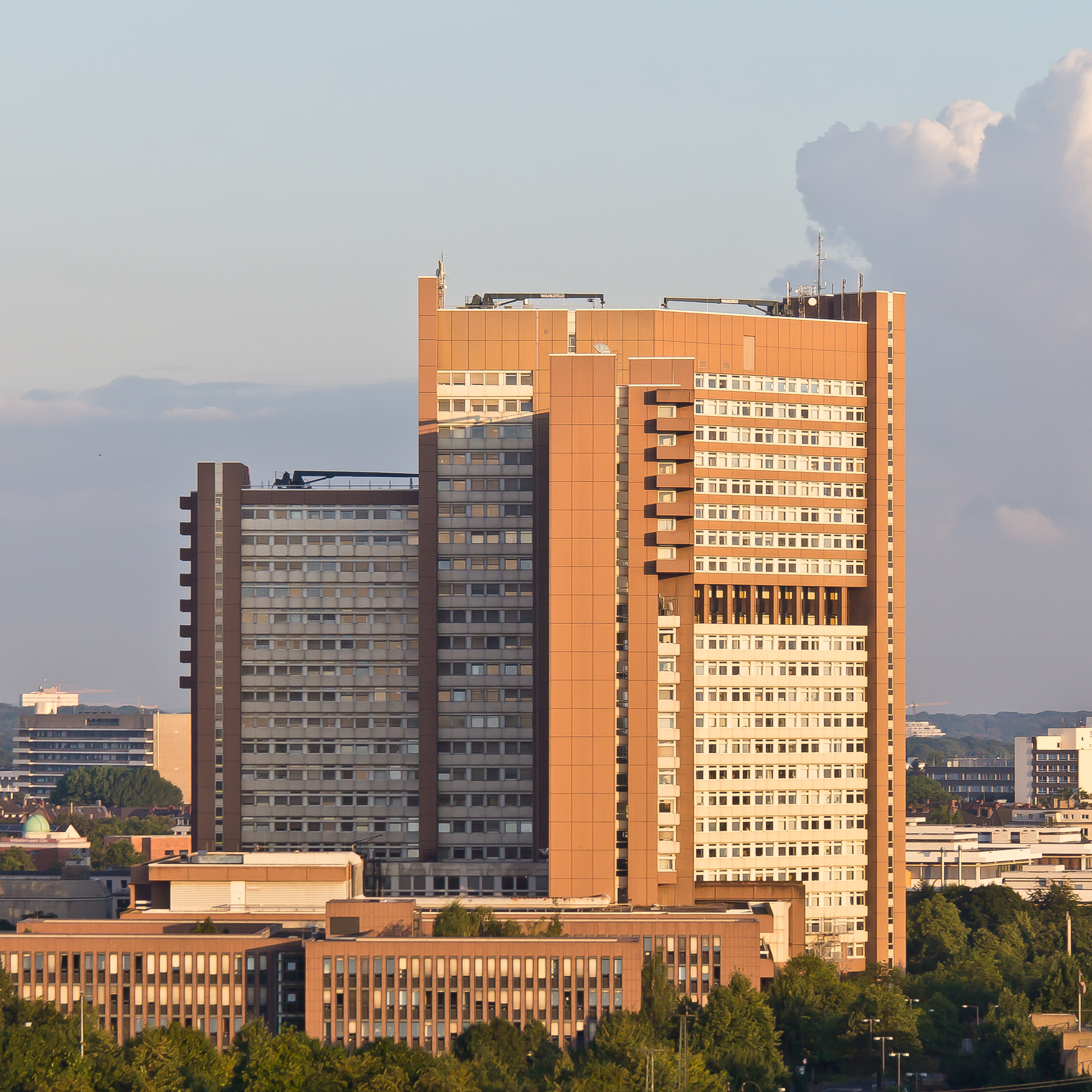
Justizzentrum Köln mit Staatsanwaltschaft Köln im Vordergrund

Die Zentral- und Ansprechstelle Cybercrime Nordrhein-Westfalen (ZAC NRW) ist die zentrale Ansprechstelle für Ermittlungsbehörden (insbesondere Staatsanwaltschaften und Polizeibehörden) in Nordrhein-Westfalen im Bereich der Computerkriminalität. Sie ist als Hauptabteilung bei der Staatsanwaltschaft Köln angesiedelt und wird von Markus Hartmann geleitet. Die ZAC NRW ist die größte Einrichtung dieser Art in Deutschland.

## Geschichte
Die ZAC NRW wurde im April 2016 als Reaktion auf die stark zunehmende Zahl an Delikten in unmittelbaren Zusammenhang mit Informationstechnologie eingerichtet. Die Zahl der bei ihr tätigen Staatsanwältinnen und Staatsanwälte ist seitdem von fünf auf über fünfzehn gestiegen.

## Aufgaben
Aufgabe der ZAC NRW ist zunächst die Durchführung von Ermittlungsverfahren von herausgehobener Bedeutung im Bereich der Computerkriminalität. So leitete sie etwa das Ermittlungsverfahren gegen einen in Polen betriebenen Onlineshop, über den verbotene pyrotechnische Gegenstände erworben werden konnten und in dessen Rahmen bundesweit 53 Wohnungen durchsucht, europaweit 57 Personen vorläufig festgenommen und über 27.000 Feuerwerkskörper sichergestellt wurden. Im Sommer 2019 war die ZAC an der Aushebung der von einem international tätigen Drogenring betriebenen Online-Plattform beteiligt, über die Kunden Schokoriegel bestellen konnten, die Bestellcodes für den Kauf sogenannter neuer psychoaktiver Substanzen enthielten. Seit 2019 ist die ZAC zudem landesweit für besonders schwere Fälle politischer Hasskriminalität im Internet zuständig.
Daneben ist die ZAC NRW zentrale Ansprechstelle für alle Staatsanwaltschaften und Ermittlungsbehörden in Nordrhein-Westfalen. Sie arbeitet eng mit den Behörden anderer Länder und des Bundes zusammen und dient als Kontaktstelle für die Zusammenarbeit Wissenschaft und Wirtschaft.
Gemeinsam mit der Polizei und der Landesanstalt für Medien hat die ZAC NRW 2017 das Projekt „Verfolgen statt nur Löschen“ ins Leben gerufen, das den beteiligten Medienpartnern einen besonders einfachen Weg zur Verfügung stellt, rechtsverletzende Kommentare, die im Kontext ihrer Onlineangebote abgeben werden, zur Anzeige zu bringen.